# Venecia (kommun i Colombia, Cundinamarca, lat 4,09, long -74,48)
Venecia är en kommun i Colombia.   Den ligger i departementet Cundinamarca, i den centrala delen av landet, 70 km sydväst om huvudstaden Bogotá. Antalet invånare är 3 934.